# Mashco Piro
Mashco-Piro, även kända som Cujareño och Nomole, är ett isolerade ursprungsfolk av nomadiska jägare och samlare som lever i de avlägsna regionerna av Amazonas regnskog. De bor i Manú nationalpark i regionen Madre de Dios i Peru.
1998 uppskattade International Work Group for Indigenous Affairs (IWGIA) deras antal till cirka 100 till 250 personer, vilket var en ökning jämfört med den uppskattade befolkningen på 20 till 100 personer 1976. 2024 angavs de vara fler än 750.